# (32491) 2000 UU107
2000 UU107 (asteroide 32491) é um asteroide da cintura principal. Possui uma excentricidade de 0.12518140 e uma inclinação de 14.80113º.
Este asteroide foi descoberto no dia 30 de outubro de 2000 por LINEAR em Socorro.